# 2015 en basket-ball
Chronologie du basket-ball
2014 en basket-ball - 2016 en basket-ball
Les faits marquants de l'année 2015 en basket-ball

## Événements

### Février
- 15 février : All-Star Game NBA

### Mars
- 13 et 14 mars : Tours préliminaires de la 40e édition de la Coupe d'Europe des clubs de basket-ball en fauteuil roulant.

### Avril
- du 24 au 26 avril : finales des EuroCoupes 2e, 3e et 4e division en handibasket.

### Mai
- 1er au 3 mai : 40e édition de la Coupe d'Europe des clubs de basket-ball en fauteuil roulant à Giulianova en Italie (1re division).

### Juin
- 16 juin : les Warriors de Golden State s'imposent lors du match 6 des Finales NBA 2015 contre les Cavaliers de Cleveland et glanent ainsi leur quatrième titre de champion NBA après ceux de 1947, 1956 et 1975. Andre Iguodala est désigné MVP des finales.

### Août
- 28 août au 6 septembre 2015 : Basket-ball en fauteuil roulant - Championnats d'Europe M et F 2015 à Worcester ( Royaume-Uni).

### Septembre
- 4 au 20 septembre : championnat d'Europe de basket-ball. Phase finale au Stade Pierre-Mauroy de Villeneuve-d'Ascq (Lille). L'Espagne remporte son troisième titre Européen en battant la Lituanie. L’équipe de France finit troisième. Lors de la finale 27 372 spectateurs sont rassemblés au Stade Pierre-Mauroy ce qui correspond au record européen d’affluence pour un match de basket.

## Décès
Mort de Moses Malone

## Palmarès des sélections nationales

### Basket-ball à 5
| Lieu                    | Compétition                      | Médaille d'or, Coupe du Monde | Médaille d'argent, Coupe du Monde | Médaille de bronze, Coupe du Monde |
| Compétitions masculines | Compétitions masculines          | Compétitions masculines       | Compétitions masculines           | Compétitions masculines            |
| ----------------------- | -------------------------------- | ----------------------------- | --------------------------------- | ---------------------------------- |
|                         | Championnat d'Afrique            | Nigeria                       | Angola                            | Tunisie                            |
|                         | Championnat des Amériques        | Venezuela                     | Argentine                         | Canada                             |
|                         | Championnat d'Asie               |                               |                                   |                                    |
|                         | Championnat d'Europe             | Espagne                       | Lituanie                          | France                             |
|                         | Championnat d'Océanie            | Australie                     | Nouvelle-Zélande                  | -                                  |
|                         | Championnat d'Europe U20         | Serbie                        | Espagne                           | Turquie                            |
|                         | Championnat du monde U19         | États-Unis                    | Croatie                           | Turquie                            |
|                         | Championnat d'Europe U18         | Grèce                         | Turquie                           | Lituanie                           |
|                         | Championnat d'Europe U16         | Bosnie-Herzégovine            | Lituanie                          | Turquie                            |
|                         | Championnat d'Europe handibasket | Grande-Bretagne               | Turquie                           | Allemagne                          |
| Compétitions féminines  |                                  |                               |                                   |                                    |
|                         | Championnat d'Afrique            |                               |                                   |                                    |
|                         | Championnat des Amériques        | Canada                        | Cuba                              | Argentine                          |
|                         | Championnat d'Asie               |                               |                                   |                                    |
|                         | Championnat d'Europe             | Serbie                        | France                            | Espagne                            |
|                         | Championnat d'Océanie            | Australie                     | Nouvelle-Zélande                  | -                                  |
|                         | Championnat d'Europe U20         | Espagne                       | France                            | Pays-Bas                           |
|                         | Championnat du monde U19         | États-Unis                    | Russie                            | Australie                          |
|                         | Championnat d'Europe U18         | Espagne                       | France                            | Russie                             |
|                         | Championnat d'Europe U16         | République tchèque            | Portugal                          | Italie                             |
|                         | Championnat d'Europe handibasket | Allemagne                     | Pays-Bas                          | Grande-Bretagne                    |

### Basket-ball à 3
| Lieu                    | Compétition                              | Médaille d'or, Coupe du Monde | Médaille d'argent, Coupe du Monde | Médaille de bronze, Coupe du Monde |
| Compétitions masculines | Compétitions masculines                  | Compétitions masculines       | Compétitions masculines           | Compétitions masculines            |
| ----------------------- | ---------------------------------------- | ----------------------------- | --------------------------------- | ---------------------------------- |
|                         | Jeux européens                           | Russie                        | Espagne                           | Serbie                             |
|                         | Championnat du monde des moins de 18 ans | Nouvelle-Zélande              | Argentine                         | France                             |
| Compétitions féminines  |                                          |                               |                                   |                                    |
|                         | Jeux européens                           | Russie                        | Ukraine                           | Espagne                            |
|                         | Championnat du monde des moins de 18 ans | France                        | États-Unis                        | Hongrie                            |

## Palmarès des clubs
| Pays                         | Compétition                         | Vainqueur                    | Finaliste                    | Résultat                     |
| Compétitions internationales | Compétitions internationales        | Compétitions internationales | Compétitions internationales | Compétitions internationales |
| ---------------------------- | ----------------------------------- | ---------------------------- | ---------------------------- | ---------------------------- |
| Europe                       | Euroligue                           | Real Madrid                  | Olympiakós                   | 78-59                        |
| Europe                       | EuroCoupe                           | Khimki Moscou                | Las Palmas                   | 91-*66, *83-64               |
| Europe                       | EuroChallenge                       | Nanterre                     | Trabzonspor                  | 64-63                        |
|                              | Ligue adriatique                    | Étoile rouge de Belgrade     | Cedevita Zagreb              | 3 - 1                        |
|                              | VTB United League                   | CSKA Moscou                  | Khimki Moscou                | 3 - 0                        |
|                              | Ligue baltique                      | Šiauliai                     | Ventspils                    | *68-70, *88-80               |
|                              | Coupe d'Asie des clubs champions    |                              |                              |                              |
|                              | Coupe arabe des clubs champions     |                              |                              |                              |
|                              | Coupe d’Afrique des clubs champions |                              |                              |                              |
| Compétitions nationales      |                                     |                              |                              |                              |
|                              | National Basketball Association     | Warriors de Golden State     | Cavaliers de Cleveland       | 4 - 2                        |
|                              | NCAA                                | Blue Devils de Duke          | Badgers du Wisconsin         | 68-63                        |
|                              | Liga Nacional de Básquet            |                              |                              |                              |
|                              | National Basketball League          | New Zealand Breakers         | Cairns Taipans               | 2 - 0                        |
|                              | Championnat de Belgique             | Ostende                      | Mons                         | 3 - 1                        |
|                              | Chinese Basketball Association      | Beijing Ducks                | Liaoning Dinosaurs           | 4 - 2                        |
|                              | A1 liga Ožujsko                     |                              |                              |                              |
|                              | Championnat de République tchèque   | Nymburk                      | Děčín                        | 3 - 0                        |
|                              | Eredivisie                          | Bois-le-Duc                  | Groningue                    | 4 - 1                        |
|                              | Pro A                               | Limoges CSP                  | Strasbourg IG                | 3 - 1                        |
|                              | Basketball-Bundesliga               | Brose Bamberg                | Bayern Münich                | 3 - 2                        |
|                              | HEBA                                | Olympiakós                   | Panathinaïkos                | 3 - 0                        |
|                              | Championnat d’Iran                  |                              |                              |                              |
|                              | Ligue israélienne de basket-ball    |                              |                              |                              |
|                              | Serie A                             |                              |                              |                              |
|                              | Lietuvos Krepšinio Lyga             |                              |                              |                              |
|                              | Championnat du Monténégro           |                              |                              |                              |
|                              | Philippine Basketball Association   |                              |                              |                              |
|                              | Dominet Bank Ekstraliga             |                              |                              |                              |
|                              | Superligue                          |                              |                              |                              |
|                              | Naša Sinalko Liga                   |                              |                              |                              |
|                              | UPC Telemach                        |                              |                              |                              |
|                              | Liga ACB                            | Real Madrid                  | FC Regal Barcelone           | 3 - 0                        |
|                              | Championnat de Turquie              |                              |                              |                              |
|                              | Championnat d’Ukraine               |                              |                              |                              |
|                              | British Basketball League           |                              |                              |                              |

| Pays                         | Compétition                                    | Vainqueur                    | Finaliste                    | Résultat                     |
| Compétitions internationales | Compétitions internationales                   | Compétitions internationales | Compétitions internationales | Compétitions internationales |
| ---------------------------- | ---------------------------------------------- | ---------------------------- | ---------------------------- | ---------------------------- |
| Europe                       | Euroligue                                      | USK Prague                   | UMMC Iekaterinbourg          | 72-68                        |
| Europe                       | EuroCoupe féminine                             | ESBVA-LM Villeneuve-d'Ascq   | Castors Braine               | *64-68, 73-*53               |
|                              | Ligue Adriatique                               |                              |                              |                              |
|                              | Ligue baltique                                 |                              |                              |                              |
| Compétitions nationales      |                                                |                              |                              |                              |
|                              | Women's National Basketball Association (WNBA) | Lynx du Minnesota            | Fever de l'Indiana           | 3 - 2                        |
|                              | NCAA                                           | Huskies du Connecticut       | Fighting Irish de Notre Dame | 63-53                        |
|                              | Women's National Basketball League             |                              |                              |                              |
|                              | Championnat de Belgique                        |                              |                              |                              |
|                              | Championnat de Croatie                         |                              |                              |                              |
|                              | Championnat de République tchèque              |                              |                              |                              |
|                              | Liga Femenina de Baloncesto                    |                              |                              |                              |
|                              | Ligue féminine de basket                       | Tango Bourges Basket         | ESBVA-LM Villeneuve-d'Ascq   | [2-1]                        |
|                              | Championnat de Grèce                           |                              |                              |                              |
|                              | Championnat de Hongrie                         |                              |                              |                              |
|                              | LegA Basket Femminile                          |                              |                              |                              |
|                              | LSBL Championships                             |                              |                              |                              |
|                              | LMKL                                           |                              |                              |                              |
|                              | TBBL                                           |                              |                              |                              |
|                              | Montenegro League                              |                              |                              |                              |
|                              | Polska Liga Koszykówki Kobiet                  |                              |                              |                              |
|                              | Superligue                                     |                              |                              |                              |
|                              | A League                                       |                              |                              |                              |

| Pays                         | Compétition                           | Vainqueur                    | Finaliste                          | Résultat                     |
| Compétitions internationales | Compétitions internationales          | Compétitions internationales | Compétitions internationales       | Compétitions internationales |
| ---------------------------- | ------------------------------------- | ---------------------------- | ---------------------------------- | ---------------------------- |
| Europe                       | Coupe des Clubs champions (EuroCup 1) | RSV Lahn-Dill                | CD Ilunion Madrid                  | 67-54                        |
| Europe                       | Coupe André Vergauwen (EuroCup 2)     | Goldmann Dolphins Trier      | Hyères HC                          | 95-69                        |
| Europe                       | Coupe Willi Brinkmann (EuroCup 3)     | HB Le Cannet CA              | BSR Valladolid                     | 51-35                        |
| Europe                       | Challenge Cup (EuroCup 4)             | BSR Amiab Albacete           | ASD Cimberio Handicap Sport Varèse | 76-60                        |
| Compétitions nationales      |                                       |                              |                                    |                              |
|                              | Nationale A (NA)                      | CS Meaux Handibasket         | HB Le Cannet CA                    | 68-61                        |
|                              | Coupe de France                       | HB Le Cannet CA              | CS Meaux Handibasket               | 76-67                        |

* : Score de l'équipe évoluant à domicile